# Martín Mantovani
Martín Maximiliano Mantovani (ur. 11 sierpnia 1984 w San Miguel) – argentyński piłkarz występujący na pozycji obrońcy w UD Las Palmas.

## Statystyki klubowe
| Sezon   | Klub                         | Kraj      | Liga               | Mecze | Bramki |
| ------- | ---------------------------- | --------- | ------------------ | ----- | ------ |
| 2009/10 | Atlético Madryt B            | Hiszpania | Segunda División B | 7     | 0      |
| 2010/11 | Cultural y Deportiva Leonesa | Hiszpania | Segunda División B | 32    | 0      |
| 2011/12 | Atlético Baleares            | Hiszpania | Segunda División B | 32    | 1      |
| 2012/13 | Real Oviedo                  | Hiszpania | Segunda División B | 39    | 0      |
| 2013/14 | CD Leganés                   | Hiszpania | Segunda División B | 39    | 2      |
| 2014/15 | CD Leganés                   | Hiszpania | Segunda División   | 34    | 3      |
| 2015/16 | CD Leganés                   | Hiszpania | Segunda División   | 38    | 2      |
| 2016/17 | CD Leganés                   | Hiszpania | Primera División   | 31    | 1      |
| 2017/18 | CD Leganés                   | Hiszpania | Primera División   | 14    | 1      |
| 2018/19 | UD Las Palmas                | Hiszpania | Segunda División   | 11    | 0      |
| 2018/19 | SD Huesca                    | Hiszpania | Primera División   | 9     | 2      |

Stan na: 20 maja 2019 r.